# Jaime Augusto Shelley
Jaime Augusto Shelley (Ciudad de México, 7 de agosto de 1937 - Ibidem., 29 de septiembre de 2020) fue un escritor mexicano.

## Biografía
Fue hijo y nieto de mexicanos. Su abuelo, John Wollstonecraft Shelley, emigró a México a finales del siglo XIX como parte del equipo inglés que construyó el ferrocarril y después la refinería de Minatitlán. Su padre Lorenzo Bysshe Shelley, participó en la construcción de las primeras presas en el norte del país y más tarde en las obras de Papaloapan, así como en numerosos trabajos de infraestructura por todo el país. Se entiende así la dedicatoria que Jaime Augusto Shelley pusiera al frente de su Hierofante, la biografía de Percy Bysshe Shelley publicada en los cuadernos de lectura popular de la SEP, en 1967: “A L. B., constructor de realidades”. Ambos —el abuelo y el padre— tenían nacionalidad mexicana (la carta de nacionalización fue firmada por el presidente Carranza) y se casaron con mexicanas.
Su primer libro apareció con los de otros cuatro poetas en La Espiga Amotinada (Oscar Oliva, Jaime Labastida, Juan Bañuelos y Eraclio Zepeda), en 1960. Octavio Paz afirmó: “Los poemas de Jaime Augusto son más complejos que los de sus compañeros de grupo. No es una dificultad conceptual sino física: leerlo es abrirse paso entre piedras, yerbas, espinas. Vale la pena, las vistas son vertiginosas. Otros elementos de la poesía de Jaime Augusto: el jazz, las máquinas, las ciudades”
Dedicó más de 50 años de su vida a la creación literaria y ha mantenido su posición ideológica. Para Shelley el poeta es “el custodio del bien más poderoso que hay en las artes: la palabra, y ésta es un arma para transformar la realidad”.
La obra publicada de Shelley abarcó todos los géneros literarios salvo la novela; fue de la poesía al ensayo, al teatro y al cuento. Durante más de cuarenta años escribió en columnas de opinión en distintos diarios de circulación nacional y revistas literarias. 
Su creación poética —que ha sido la de mayor extensión— abarcó 9 poemarios, de los cuales La rueda y el eco, La gran escala, Hierro Nocturno e himno a la impaciencia datan de los años sesenta; Por definición, Ávidos rebaños y Victoria, de la década siguiente, y Patria Prometida y Concierto para un hombre solo, datan de los años noventa. A estos poemarios hay que añadir otras colecciones poéticas, entre libros de antologías y plaquettes, que hacen un total de 17. En el marco de los otros géneros, tiene la obra ya mencionada Hierofante, ensayo sobre la vida de Percy Bysse Shelley; La gran revolución, obra de teatro acerca de la revolución francesa (puesta en escena por la compañía de teatro universitario de la UNAM en 1977); La edad de los silencios, libro de prosa varia, y una versión al español —que acompaña un estudio bibliográfico— de T. S. Eliot, La canción de amor de J. Alfred Prufrock y Los hombres huecos. Fue coguionista y guionista de cine (el ejemplo más destacado es su participación como coguionista del filme El recurso del método, producción franco-cubano-mexicana dirigida por Miguel Littín). A la par fue profesor en distintas instituciones educativas.

## Otras publicaciones
- 1996. Patria prometida: 1984-1995. Práctica mortal. Ed. Consejo Nacional para la Cultura y las Artes, Dirección General de Publicaciones, 95 p. ISBN 9682987660, ISBN 9789682987663